# Senat von Montana

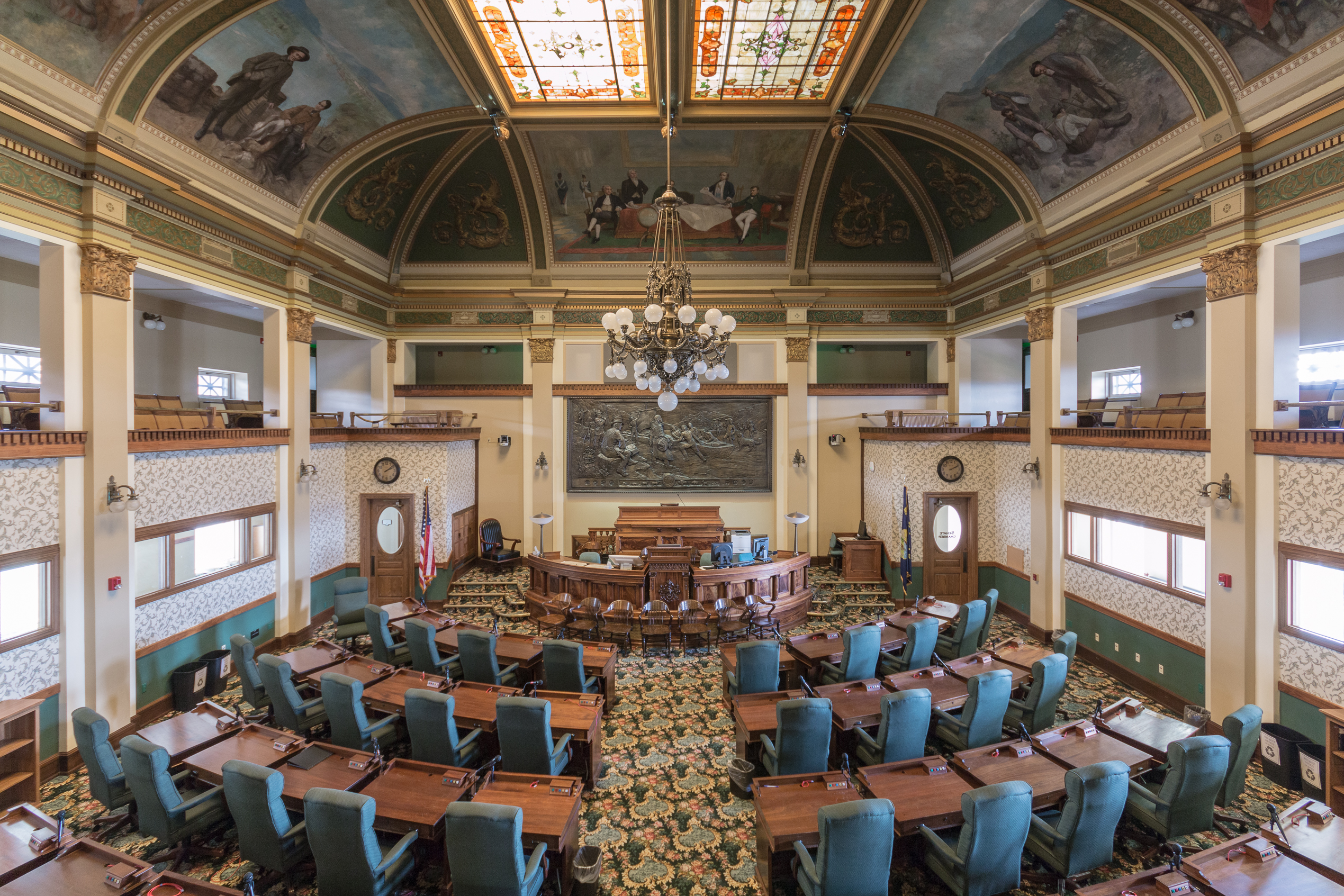
Der Sitzungssaal des Senats

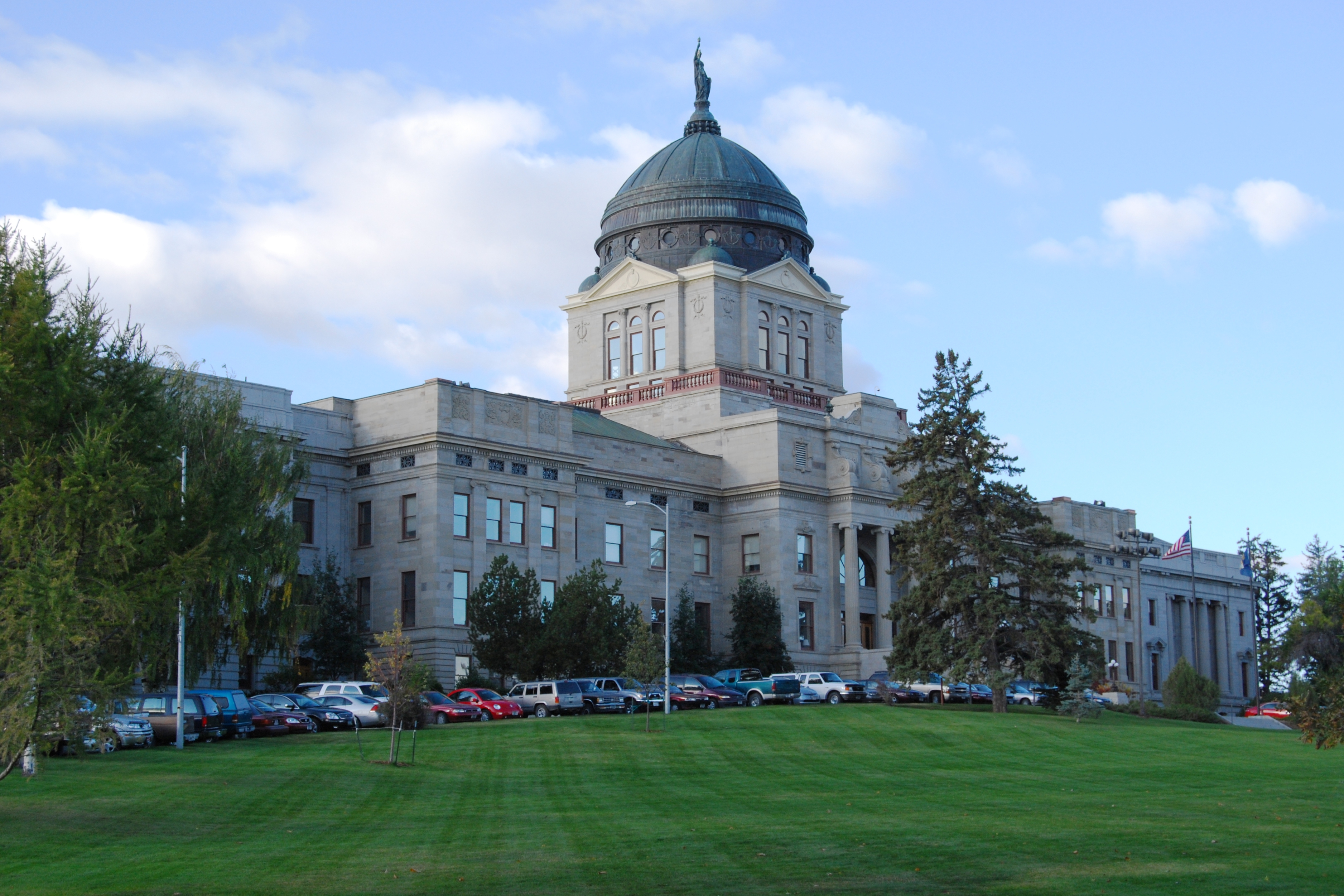
Montana State Capitol in Helena

Der Senat von Montana (Montana State Senate) ist das Oberhaus der Montana Legislature, der Legislative des US-Bundesstaates Montana. Die Parlamentskammer setzt sich aus 50 Senatoren zusammen, die jeweils einen Wahldistrikt repräsentieren. Der Sitzungssaal des Senats befindet sich gemeinsam mit dem Repräsentantenhaus im Montana State Capitol in der Hauptstadt Helena.

## Aufgaben des Senats
Wie in den Oberhäusern anderer Bundesstaaten und Territorien sowie im US-Senat fallen dem Senat von Montana im Vergleich zum Repräsentantenhaus spezielle Aufgaben zu, die über die Gesetzgebung hinausgehen. So obliegt es dem Senat, Nominierungen des Gouverneurs in dessen Kabinett, weitere Ämter der Exekutive sowie Kommissionen und Behörden zu bestätigen oder zurückzuweisen.

## Struktur der Kammer
Der Präsident des Senats ist nicht wie üblich der Vizegouverneur, sondern ein gewähltes Mitglied des Senats. Derzeitiger Senatspräsident ist der Republikaner Scott Sales, 35. Wahlbezirk.
Zum Mehrheitsführer (Majority leader) der Republikaner wurde Fred Thomas, 44. Wahlbezirk, gewählt; Oppositionsführer (Minority leader) ist die Demokratin Jon Sesso, 37. Wahlbezirk.

## Zusammensetzung
| Partei   | Partei                 | Abgeordnete |
| -------- | ---------------------- | ----------- |
|          | Republikanische Partei | 32          |
|          | Demokratische Partei   | 18          |
| Summe    | Summe                  | 50          |
| Mehrheit | Mehrheit               | 26          |